# ديسفنلافاكسين
ديسفنلافاكسين (بالإنجليزية: Desvenlafaxine)‏ هو دواء يُستعمل في علاج:
- قلق[10]

## دوره
يلعب هذا الدواء دورًا في علاج الأمراض كونه:
- مثبطات استرداد السيروتونين الانتقائية

## التداخلات الدوائية
يتداخل دوائيًا مع:
```
إيزوكاربوكسازيد
، 
وفينيلزين
، 
وبروكاربازين
، وسيليجيلين، 
وترانيلسيبرومين
```